# Dasyhelea noctuabunda
Dasyhelea noctuabunda är en tvåvingeart som beskrevs av Remm 1980. Dasyhelea noctuabunda ingår i släktet Dasyhelea och familjen svidknott.
Artens utbredningsområde är Tadzjikistan. Inga underarter finns listade i Catalogue of Life.